# Коронація в Америці

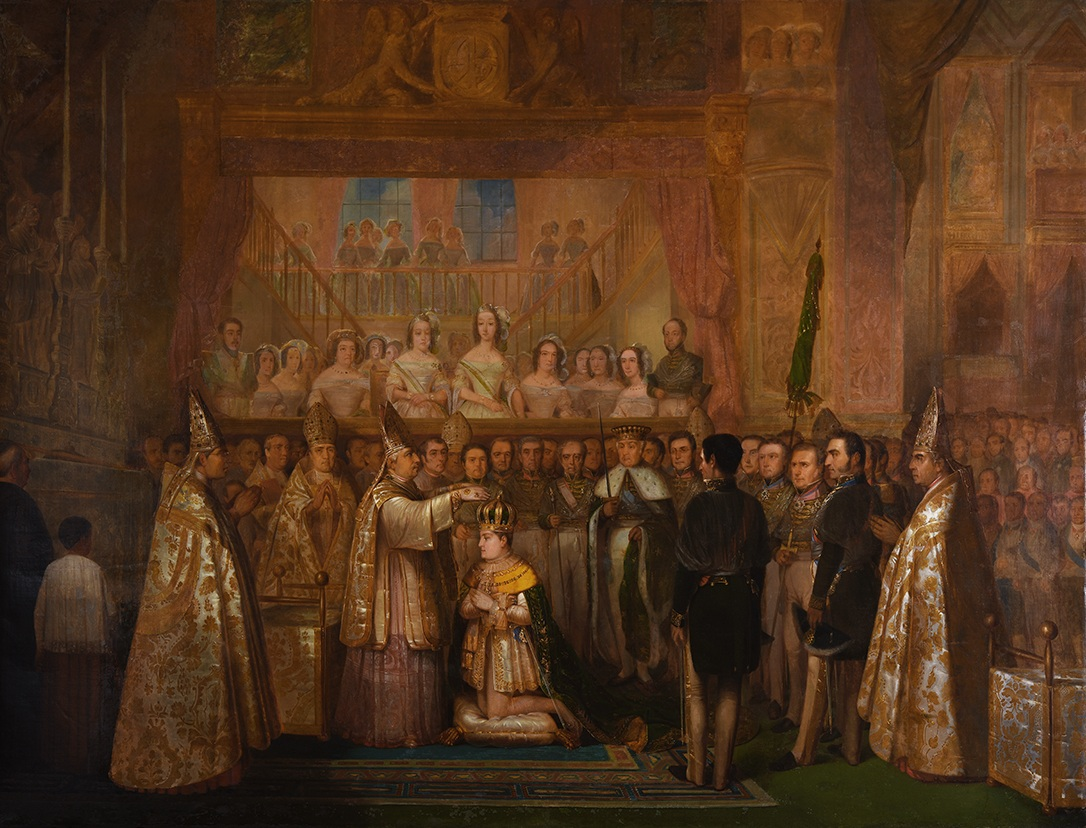
Коронація імператора Педро II, 18 липня 1841 р.

Коронація в Америці - урочиста церемонія коронації монарха в низці країн Америки. Церемонії коронації відбувались за європейськими традиціями.

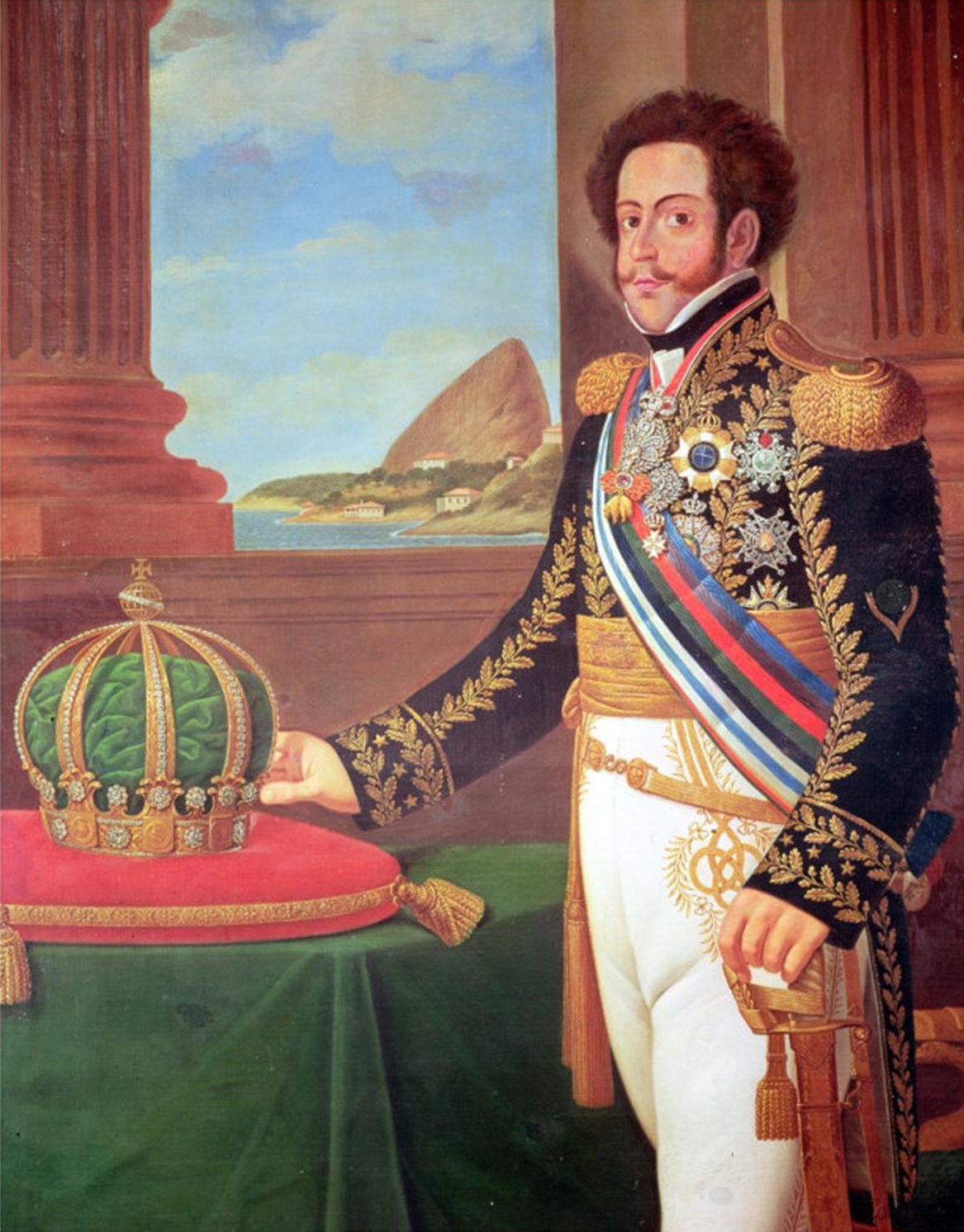
Імператор Педро I, 1822 р.

## Бразилія
Бразильські імператори, яких було двоє: Педро I та Педро II, були короновані Імператорською короною Бразилії на урочистих церемоніях та коронаційних месах в римо-католицькому обряді. Конституція вимагала, що монарх має досяг свого вісімнадцятиріччя для того, щоб церемонія коронації могла відбутися. 
Бразилія скасувала монархію в 1889 році. Педро I був коронований 1 грудня 1822 року, а Педро II - 18 липня 1841 року. Обидві церемонії проходили в Старому соборі Ріо-де-Жанейро, який тоді служив Імператорською каплицею.
Коронацію Педро I очолював тодішній єпископ Ріо-де-Жанейро і майор-капелан Імператорської каплиці. Коронацію Педро II очолював тодішній архієпископ Сан-Сальвадора де Баї та предстоятель Бразилії.

## Гаїті

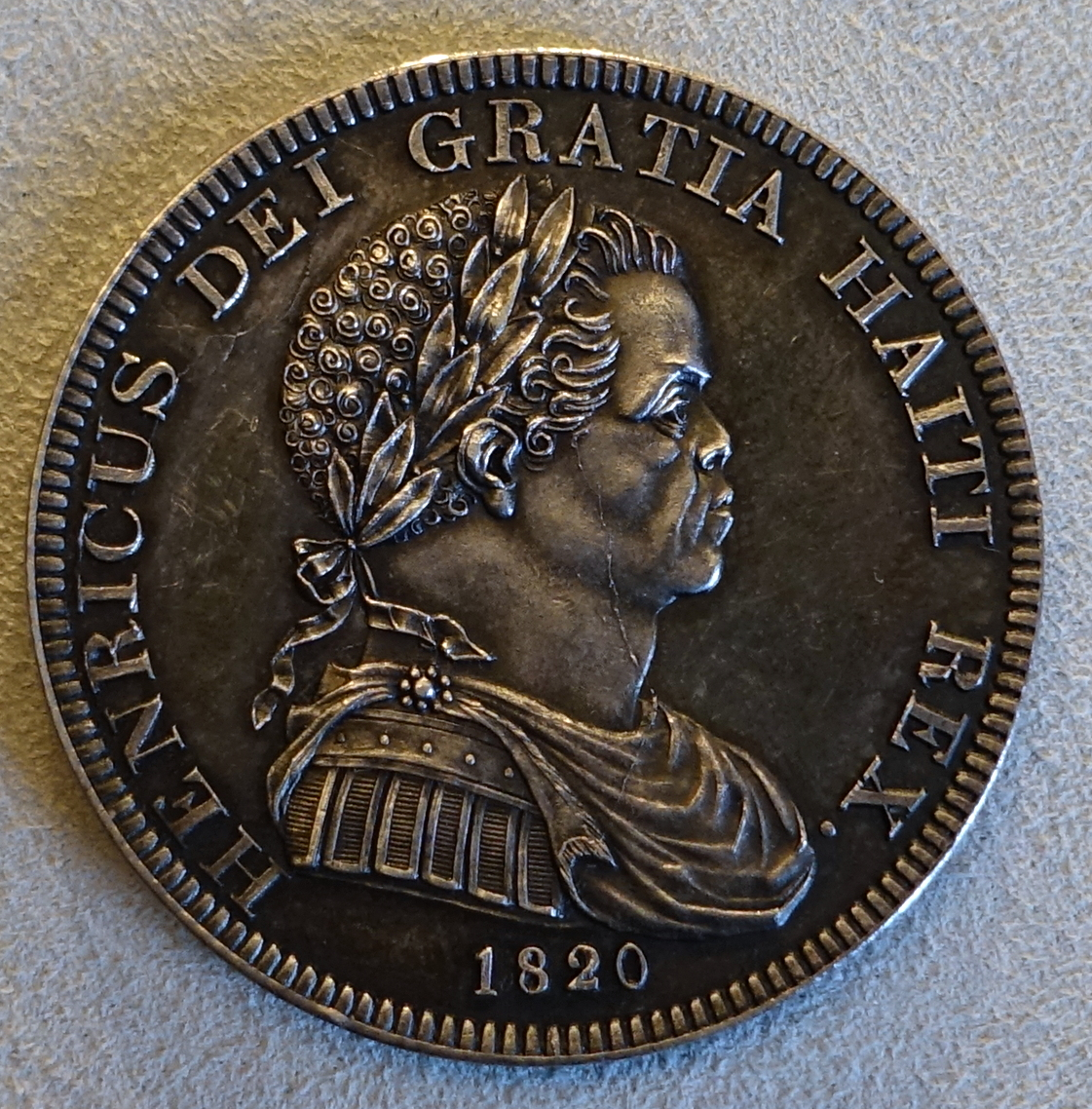
Король Анрі І, 1820

Жан-Жак Дессалін, один із батьків-засновників держави Гаїті, проголосив себе імператором Гаїті незабаром після проголошення її незалежності. 
Він був коронований 6 жовтня 1804 року в Кап-Аїтьєн, але через два роки був убитий. 
Королівство Гаїті було утворене 1811 року Анрі Крістофом, іншим лідером боротьби за незалежність Гаїті. Він був коронований у червні 1811 р. в пишному урочистому ритуалі, який очолив архієпископ Мілот Корнейл Брей; але в 1820 р. він загинув. 
Пізніше Фостен-Елі Сулук проголосив себе імператором Гаїті Фаустином I. Він був увінчаний короною під час надзвичайно складної церемонії, яка відбулася в Порт-о-Пренс 18 квітня 1852 р., але в 1859 р. він був змушений зректися престолу, після чого закінчилась історія Гаїтянської монархії.

## Мексика

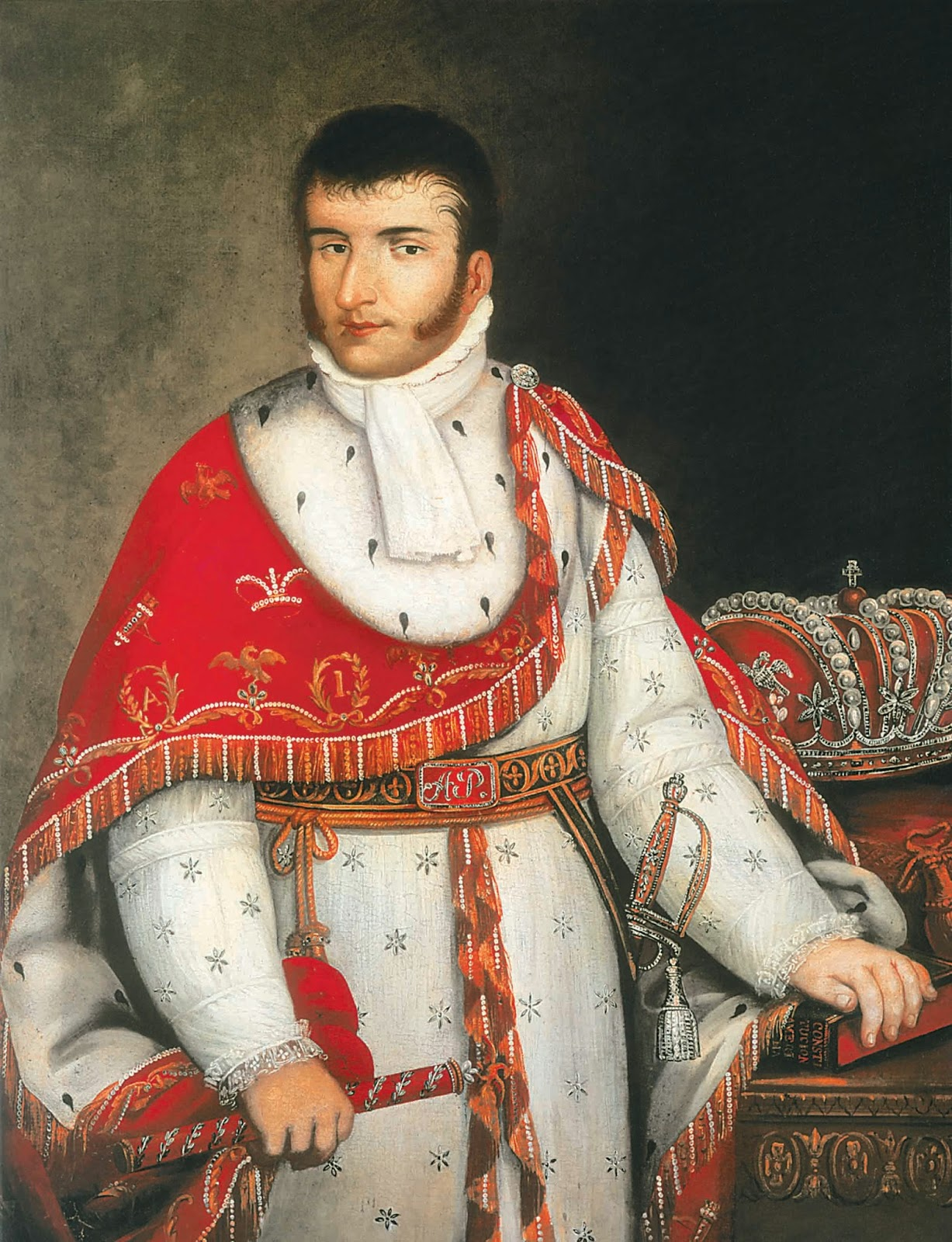
Імператор Аґустін I, 1822 р.

Мексика двічі була монархією, якою правили імператори. Аґустін I правив з 1822 по 1823 роки після незалежності Мексики від Іспанії.
Він був увінчаний пишною церемонією 21 липня 1822 р. у Катедральному соборі в Мехіко, поклавши діадему собі на голову на зразок Наполеона I.   
Аґустін I був повалений у березні 1823 р., а Перша Мексиканська імперія була скасована.

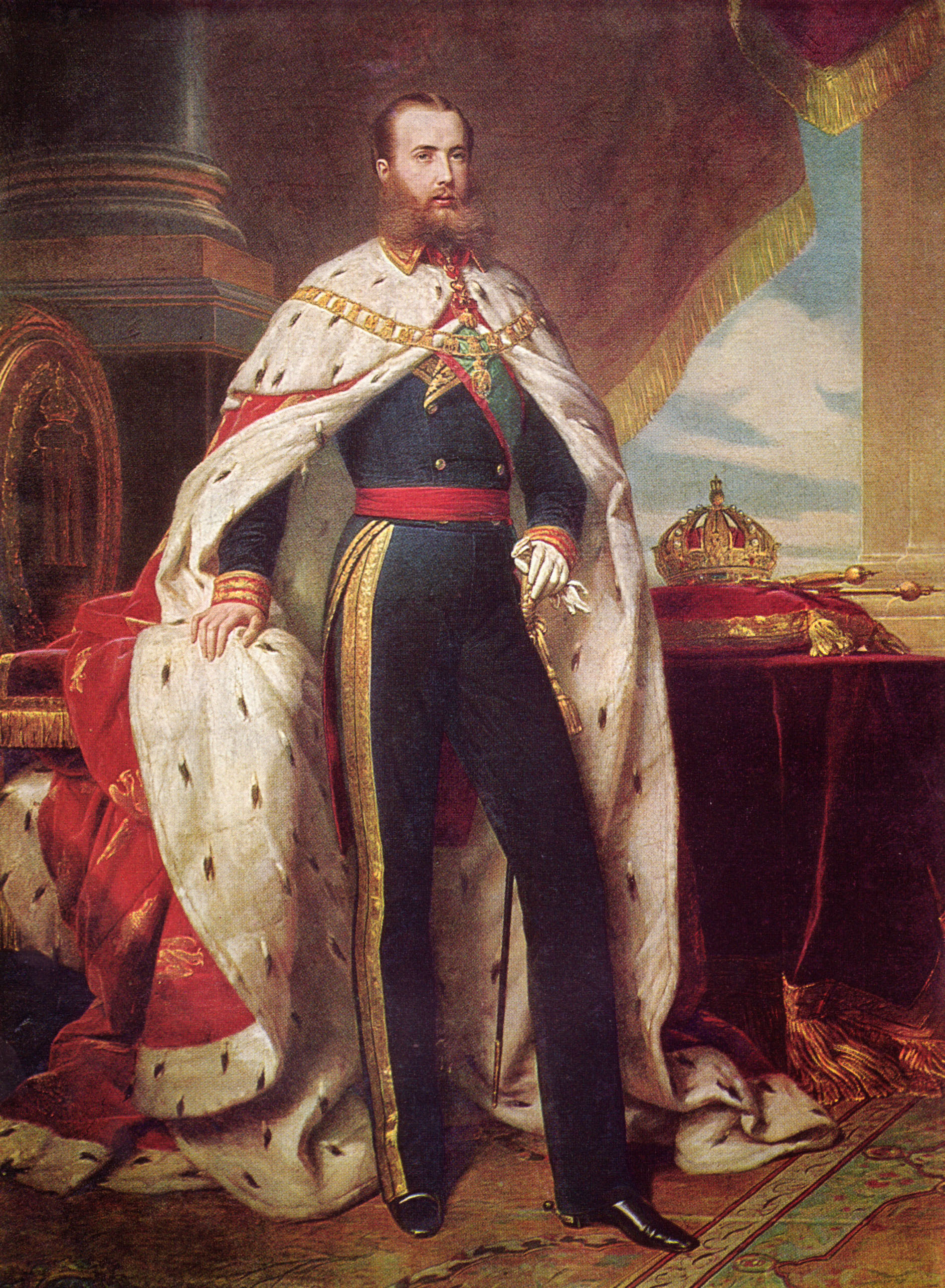
Імператор Максиміліан І

Другим імператором Мексики був Максиміліан I, 1865 р., австрійський ерц-князь, якого в 1864 р. імператор Франції Наполеон III, чиї війська разом із мексиканською шляхтою заснували Другу Мексиканську імперію, переконав зайняти нещодавно відроджений мексиканський престол. Його супругою була мексиканська імператриця Шарлотта Бельгійська. 
Імператорська корона Мексики та скіпетр були виготовлені для майбутньої коронації в Катедральному Соборі, але церемонія так і не була проведена через нестабільність в державі. Друга Мексиканська імперія існувала понад три роки. 
Війська Максиміліана були розбитий республіканськими силами на чолі з президентом Мексики Беніто Хуаресом і страчений у 1867 році, після чого Мексиканську імперію було скасовано.

## США
Джеймс Дж. Стренг, наступник Джозефа Сміта, лідер Руху святих останніх днів з 1844 по 1856 рік, створив церковну монархію на острові Бівер, штат Мічиган, в 1850 році. 8 липня він влаштував церемонію коронації, на якій були престол, дерев'яний скіпетр, нагрудний знак та корона. "Король Стренг" правив над своїми послідовниками до 16 червня 1856 р., коли його було вбито. Після цього його прихильників вигнали з острова, і "царство" Стренга - зникло.
Щодо коронації в Гавайському королівстві див. Коронація в Океанії.
Дослідники порівнюють інавгурацію президента США з церемонією коронації. Клятва над американською конституційною та президентська присяга - відповідає клятвам, які давали монархи Європи. Історики права вказують, що перше походить безпосередньо від другого. Помпезність та пишність сучасної церемонії інавгурації також порівнюють з монархічними коронаціями. 